# Lobelia pinifolia
Lobelia pinifolia är en klockväxtart som beskrevs av Carl von Linné. Lobelia pinifolia ingår i släktet lobelior, och familjen klockväxter. Inga underarter finns listade i Catalogue of Life.

## Bildgalleri

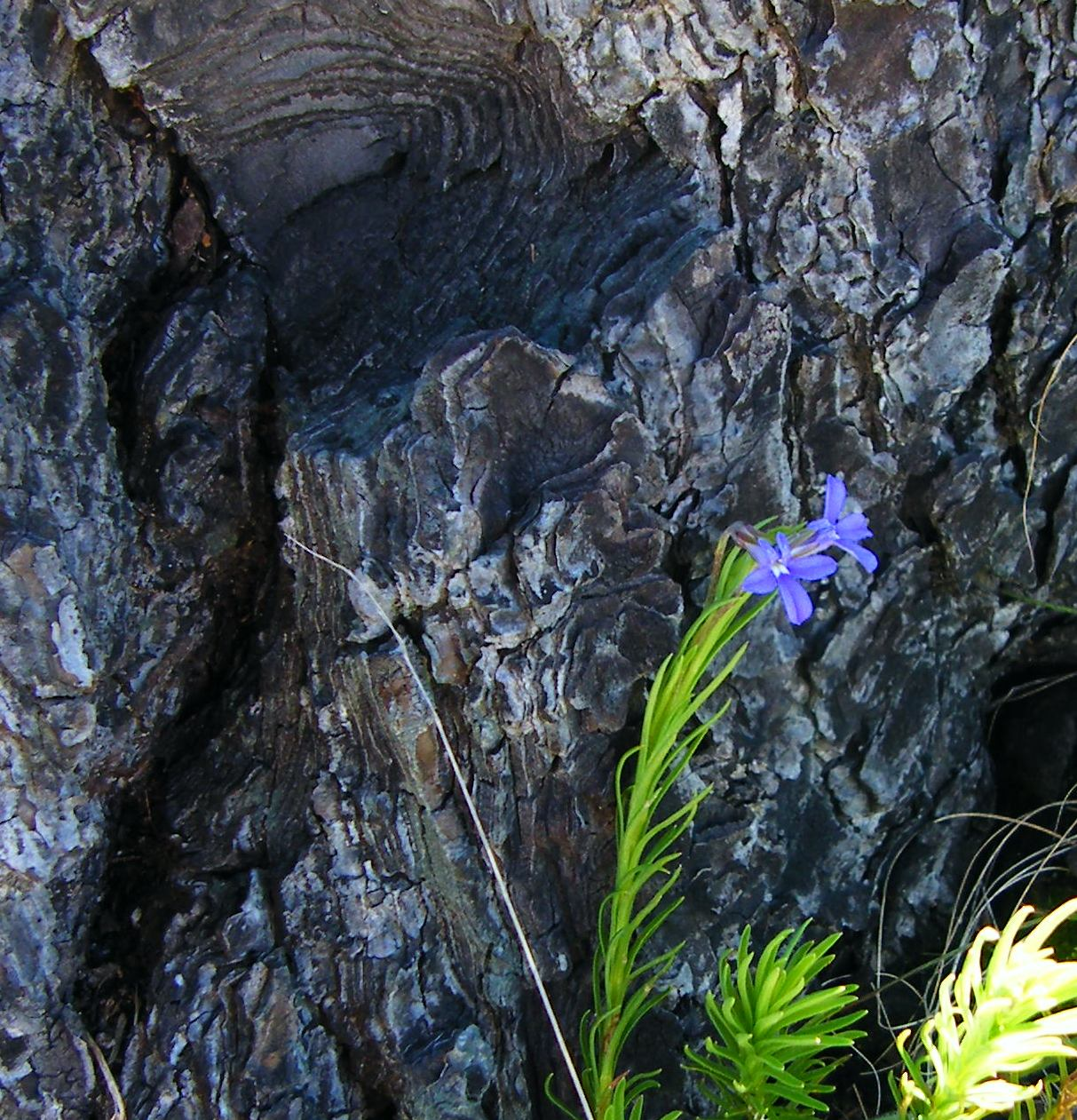